# Stéphanie Villedrouin
Stéphanie Balmir Villedrouin (nacido el 29 de marzo de 1982) es una empresaria venelo-haitiana que anteriormente se desempeñó como ministra de turismo de Haití.

## Primeros años
Villedrouin proviene de una destacada familia Haitiana y Venezolana; séptima hija de Alix Balmir, diplomático y su esposa, Gladys Dubousquet, oriunda de la ciudad de Gonaïves, Haití; sus dos padres son mulatos. Nació en el extranjero, en Caracas, mientras su padre se desempeñaba en relaciones diplomáticas como Embajador de Haití en Venezuela. Dos meses después, su padre fue destinado a la Embajada de Haití en Colombia, donde Villedrouin pasó su primera infancia. Luego de la caída del régimen de Jean-Claude Duvalier, en 1986, toda la familia regresó a Haití y estableció restaurantes y hoteles.
Villedrouin tenía cuatro años cuando su familia regresó a Haití, donde completó sus estudios en Puerto Príncipe. Luego, estudió administración hotelera y turística en la Pontificia Universidad Católica Madre y Maestra, en Santiago de los Caballeros; administró un hotel en Kenscoff, una aldea montañosa ubicada a 10 kilómetros al sureste de Puerto Príncipe. Habla francés y criollo haitiano con fluidez, así como español e inglés.

## Ministra de turismo
Su primer mandato como Ministra de Turismo de Haití fue del 20 de octubre de 2011 al 2 de abril de 2014. Renombrada como Ministra de Turismo e Industrias Creativas, Madame Villedrouin fue reconfirmada para un segundo mandato el 2 de abril de 2014 y ocupó el cargo hasta el 23 de marzo de 2016.
Durante su mandato, Haití inauguró su primera Oficina de Promoción Turística.

## Vida privada
En 2003 se casó con Marcel Bernard Villedrouin y tienen tres hijos juntos.